# Beppo Harrach
Beppo Harrach (* 11. února 1979 ve Vídni) je rakouský závodník rallye, který žije ve městě Bruck an der Leitha.

## Život
Harrach se narodil ve Vídni a vyrůstal ve městě Bruck an der Leitha. V roce 1997 zde složil maturitu. Jeho otec je Ernst Harrach, který také jezdil rallye.
Od roku 1999 se účastní závodů rallye. Od roku 2006 provozuje školu pro rallye (www.driftcompany.com). V letech 2006 – 2008 se účastnil rakouského mistrovství rallye s vozem, poháněným zemním plynem. Jeho vítězství v Ostarrichi Rallye znamenalo světovou premiéru vítězství s vozem poháněným plynem.
Od roku 2010 jezdí Harrach se spolujezdcem Schindlbacherem za DiTech Racing Team a obsadili čtvrté místo v rakouském mistrovství.

### Titul

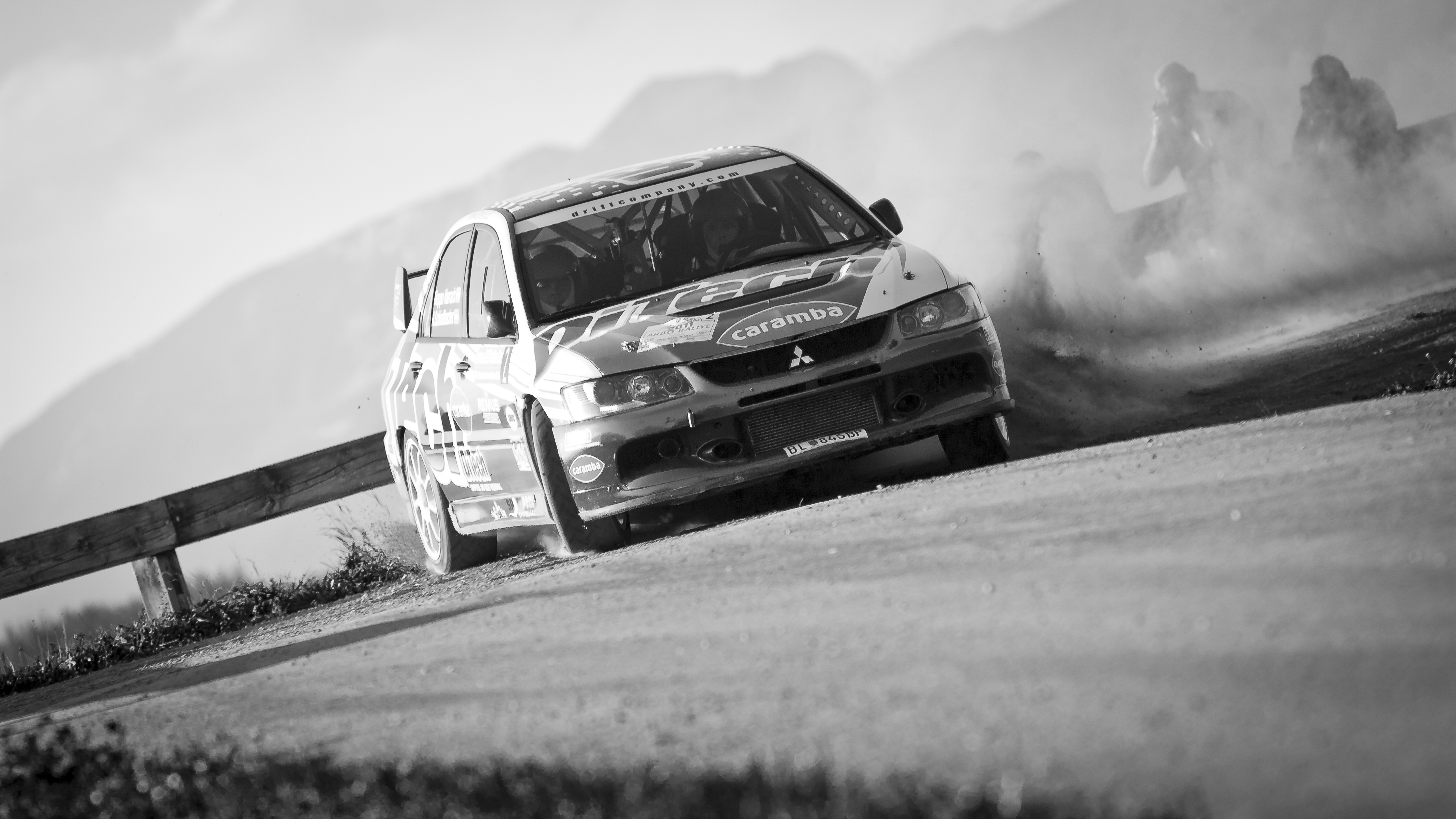
Beppo Harrachna ARBÖ Rally ve Štýrsku

V roce 2011 získal Harrach svůj první titul mistra Rakouska v rallye a přerušil tím sérii titulů Raimunda Baumschlagera.